# Thoda Pyaar Thoda Magic
Ein Engel zum Verlieben (Hindi: थोड़ा प्यार थोड़ा मैजिक; wörtl. Übersetzung: Ein wenig Liebe, ein wenig Magie) ist ein Hindi-Film von Kunal Kohli aus dem Jahr 2008 und wurde unter dem Banner Yash Raj Films produziert.

## Handlung
Ranbeer Talwar, ein führender Industrieller in Indien, ist einsam, weil er alle Liebe verloren hat. Durch eine Unaufmerksamkeit tötet er versehentlich ein Ehepaar. Das Ehepaar war Eltern von vier Kindern. Bei der Verurteilung von Ranbeer verkündet der Richter Ranbeer müsse die vier Waisen aufnehmen und sich um sie kümmern. Die Kinder sind wütend auf Ranbeer, der ihre Eltern getötet hat und wollen sich an ihm rächen.  Da er die Kinder nicht mag, und die Kinder ihn auch nicht, geht es allen Betroffenen schlecht.
Deshalb beten die Kinder eines Tages zu Gott und bitten ihn ihnen zu helfen. Woraufhin man einen Gott sieht, der den Morgen Himmel mit Wolken bemalt und später mit feenhaften, weiß gekleideten Engeln über die guten und schlechten Aktivitäten der Menschen diskutiert. Als Gott die Gebete der Kinder hört beschließt er ihnen zu helfen und einen Engel zu schicken. Er beauftragt Geeta, die verwunderlichste aller Engel, Ranbeer mit den Kindern zu vereinen.
Auf der Erde ernennt sich Geeta als Kindermädchen der vier Kinder. Die Kinder schließen sie nach einigen Zweifeln in ihr Herz und beschließen ihr zu vertrauen. Ranbeer ist verwirrt und verärgert über die Tatsache, dass sie sich immer in seine Angelegenheiten einmischt. Aber bald ist er ihr sehr dankbar, da sie ihm geholfen hat seine Beziehung mit Malaika zu beenden. Da Ranbeer nicht mit Malaika Schluss machen will, zerstören die Kinder Malaikas Geburtstagsfeier, so dass sie mit Ranbeer Schluss macht.
Die Kinder beginnen langsam sich mit Ranbeer anzufreunden. Sie vergessen den Wunsch, sich an Ranbeer zu rächen, und er übernimmt langsam die Rolle der Vater-Figur. Da Ranbeer die Stadt nicht ohne die Kinder verlassen darf, er aber geschäftlich nach Kalifornien muss, machen Ranbeer, Geeta und die Kinder einen Ausflug in die Hollywood Hills. Als Ranbeer die Kinder vor einem amerikanischen Kollegen als „seine Kinder“ verteidigt, sind die fünf eine richtige Familie geworden.
Die Kinder merken die wachsende Verbundenheit zwischen Ranbeer und Geeta und versuchen diese zu verstärken. Doch Geeta bekommt Angst vor ihren Gefühlen für Ranbeer und flieht. Als die Kinder und Ranbeer das merken, suchen sie Geeta in ganz Los Angeles. Als sie sie nicht finden, gehen sie in eine Kirche und beten, dass Geeta wieder zurückkommt. Gleichzeitig kommt Gott zu Geeta und sagt ihr, dass sie zurück in den Himmel muss, was sie aber nicht will, da sie bei den Kindern und Ranbeer bleiben will. Durch die Gebete und die Liebe der Kinder und Ranbeer macht Gott Geeta zu einem Menschen. Geeta geht zurück zu den Kindern und Ranbeer. Ranbeer und Geeta bekommen ein Kind, welches die magischen Fähigkeiten von Geeta geerbt hat.

## Musik
| # | Lied           | Sänger                              | Länge |
| - | -------------- | ----------------------------------- | ----- |
| 1 | Pyaar Ke Liye  | Shankar Mahadevan                   | 5:07  |
| 2 | Nihaal Ho Gayi | Shankar Mahadevan                   | 4:11  |
| 3 | Bulbula        | Shankar Mahadevan & Sunidhi Chauhan | 3:21  |
| 4 | Lazy Lamhe     | Anusha Mani                         | 5:12  |
| 5 | Beetey Kal Se  | Shreya Ghoshal & Sneha Suresh       | 4:56  |

## Hintergründe
Es ist eine Produktion von Kunal Kohli Productions und Yash Raj Films. Kunal Kohli hatte für die beiden Hauptrollen Aamir Khan und Kajol in Betracht gezogen, doch Aamir war damals mit seiner Produktion Du liebst mich, du liebst mich nicht (Jaane Tu… Ya Jaane Na) beschäftigt und Kajol mit U, Me Aur Hum – Für immer wir. Die Dreharbeiten begannen im September 2007 und wurden am 3. Februar 2008 abgeschlossen. Drehorte waren Bangkok, Los Angeles, Mumbai und Neu-Delhi. Der Film lief am 27. Juni 2008 in Indien in den Kinos an.